# کاتیا پویک
کاتیا پـِـویک (انگلیسی: Katija Pevec؛ زادهٔ ۱ مارس ۱۹۸۸) یک هنرپیشه اهل ایالات متحده آمریکا است. وی از سال ۲۰۰۳ میلادی تاکنون مشغول فعالیت بوده‌است.

## گزیده فیلمشناسی
از فیلم‌ها یا برنامه‌های تلویزیونی که وی در آن نقش داشته‌است می‌توان به آثار زیر اشاره کرد.
- چشم عقاب (فیلم ۲۰۰۸) (۲۰۰۸)
- دور از خانه (۲۰۰۴)